# Rodrigo García Pumarino
Rodrigo García-Pumarino (Manzaneda, Gozón, 22 de febrero de 1643-Avilés, S.XVIII) fue un empresario indiano astur. 

## Biografía
A la muy temprana edad de 15 años se trasladó al Reino del Perú, concretamente a la capital del virreinato entonces llamada Ciudad de los Reyes, actual Ciudad de Lima. Pasados sus cuarenta años regresó a Asturias con una gran fortuna. Funda vínculo en el lugar de La Ponte, en la parroquia de Vioño (Gozón) y manda edificar en Avilés su casa-palacio a la entrada de la calle del Rivero, comienzo del Camino Real a Oviedo y en el itinerario del Camino de Santiago que discurre por la costa, a su paso por Avilés. El mismo Don Rodrigo había sido ennoblecido con el hábito de Caballero de Santiago, y quizá por esas dos circunstancias, la fachada de su palacio avilesino aparece adornada con conchas veneras y cruces de Santiago. Dicho palacio fue obra del arquitecto avilesino Francisco Menéndez Camina el Mozo y es obra barroca edificada en el siglo XVIII.
Don Rodrigo falleció sin haber tenido hijos, por lo que su casa fue heredada por sus sobrinos, que al cabo de los años la permutaron por otra propiedad de la familia Llano-Ponte.